# Mauriciu Ștrul
Mauriciu Ștrul (n.1911, Sărmaș, actualul județ Harghita) a fost un militant comunist român, de origine evreiască, general maior (rez.) de Securitate, comandant al Securității din sectorul Galați în anii 1948-1949.  

## Biografie
După unele surse, Mauriciu Ștrul ar fi fost absolvent al unei facultăți de drept și ar fi lucrat în trecut ca avocat.
În timpul celui de-al Doilea Război Mondial ar fi fost trimis de autoritățile ungare în detașament de muncă obligatorie în fosta Iugoslavie ocupată, unde ar fi fost maltratat de un paznic. În 1944, după câte se pare, au fost deportați de regimul pro-nazist ungar părinții, soția și cei doi copii ai lui Mauriciu Ștrul, precum și doi frați ai săi care au fost exterminați la Auschwitz sau au decedat în batalioanele de muncă forțată.
În 1945 a intrat în serviciile Ministerului de Interne, iar în aprilie 1948 a fost numit de autoritățile comuniste comandant al Securității din Târgu Mureș apoi la Galați.
Ulterior, conform declarațiilor date mai târziu de foștii deținuți politici, ca ofițer al Securității comuniste, el însuși s-a purtat față de cei arestați și anchetați cu o cruzime deosebită. De la sediul Securității din Focșani a condus reprimarea revoltelor țărănești din Vrancea din 1950 - 1951, unde securiștii aflați sub ordinele sale îi legau cu sârmă ghimpată pe cei prinși, după care aceștia erau umiliți și scuipați, înainte de a fi executați.
Îi făcea plăcere să împuște personal deținuții.
A procedat la execuții sumare a zeci de țărani, și la distrugerea mai multor sate. A fost între altele răspunzător de ancheta așa-numitului „lot de partizani anticomuniști Paragină”.
După 1949 ar fi fost trimis să lucreze la legația română la Londra. Represiunile din anul 1958-1959 îl regăsesc pe Mauriciu Ștrul comandant al Securității în sectorul Ploiești.
În iunie 1952, Mauriciu Ștrul era locotenent colonel de securitate în regiunea Ploiești. A fost înaintat la gradul de general-maior (cu o stea) în rezervă la 6 mai 1971.

## Distincții
- Medalia „A cincea aniversare a Republicii Populare Române” (24 decembrie 1952) „pentru lupta și munca duse în vederea făuririi, consolidării și prosperării Republicii Populare Române”[12]
- Ordinul „Steaua Republicii Populare Romîne” clasa a III-a (21 august 1954) „pentru merite deosebite pe tărîmul construcției de stat, economice, sociale și culturale, cu ocazia celei de a zecea aniversări a eliberării patriei noastre”[13]
- Ordinul „23 August” clasa a IV-a (12 august 1959) „pentru contribuție activă la întărirea regimului democrat-popular”[14]
- Medalia „40 de ani de la înființarea Partidului Comunist din Romînia” (6 mai 1961) „pentru merite în activitatea de partid și întărirea regimului democrat-popular”[15]